# Rue du Chevalier-de-La-Barre
La rue du Chevalier-de-La-Barre est une rue de la butte Montmartre à Paris (France), dans le 18e arrondissement.

## Situation et accès
Elle commence 9, rue Ramey et finit 8, rue du Mont-Cenis. Dans sa première partie, elle est en pente jusqu'à la rue Lamarck et interdite aux véhicules. De la rue Lamarck au croisement avec la rue de la Bonne, des escaliers permettent l'accès à son point haut. Elle redevient une rue autorisée aux véhicules jusqu'à la rue du Mont-Cenis.

## Origine du nom
La rue du Chevalier-de-La-Barre porte le nom de François-Jean Lefebvre de La Barre (1745–1766), jeune homme d'Abbeville condamné par la justice civile à la torture et à la mort par décapitation, en 1766, pour divers blasphèmes. Ce nom fut choisi par les anticléricaux de la Troisième République alors que la basilique du Sacré-Cœur de Montmartre était en cours de construction et malgré l'intervention de l'Église, en la personne de l'évêque d'Amiens Louis-François-Gabriel d'Orléans de la Motte, en vue de le sauver à l'époque des faits.

## Historique

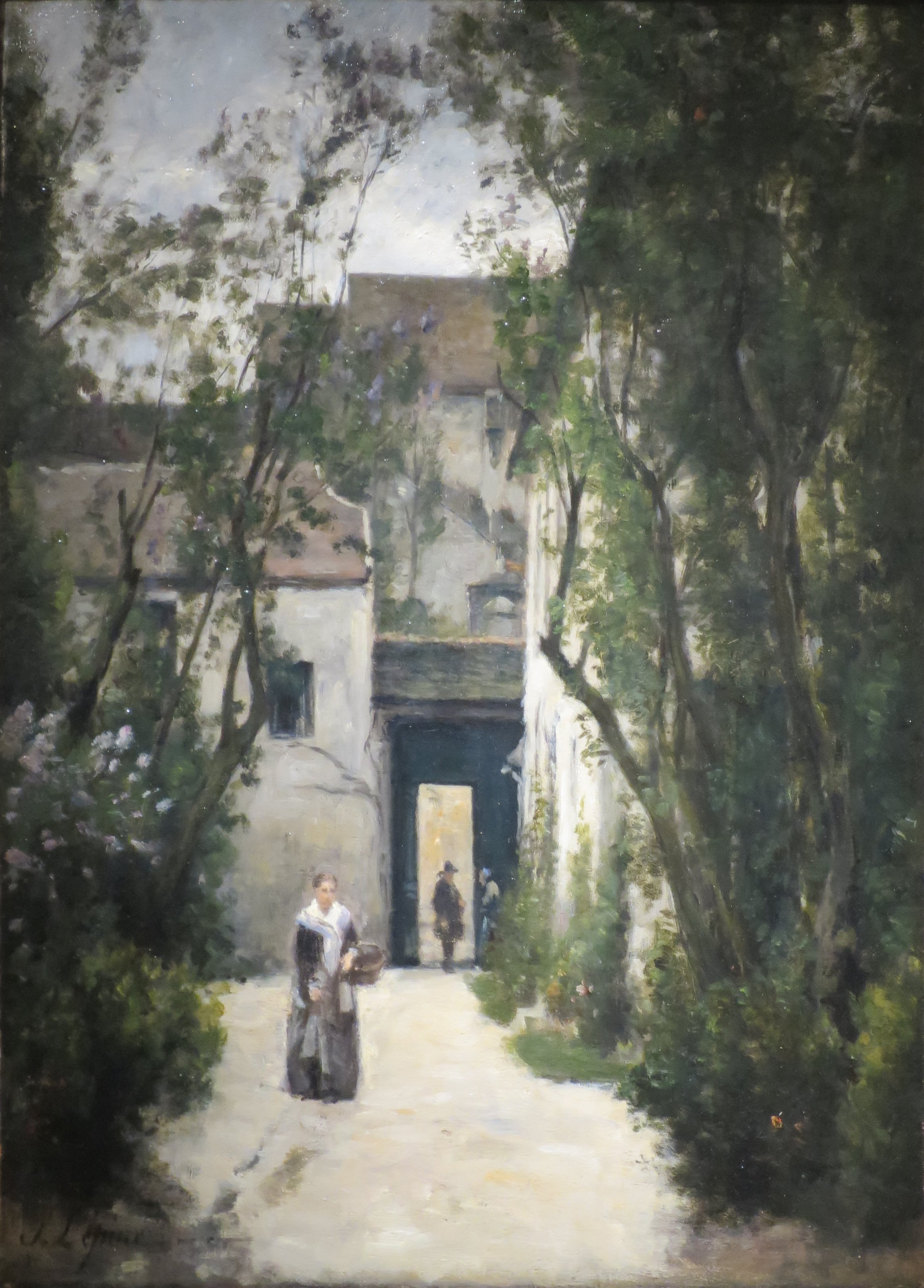
Une cour rue de la Fontanelle, Stanislas Lépine, 1874–1878, Norton Simon Museum, Pasadena.

Elle a été formée par la réunion de deux voies, la « rue de la Fontenelle », qui allait de la rue Ramey à la rue de la Bonne, et la rue des Rosiers, qui se terminait rue du Mont-Cenis. La rue des Rosiers a été réunie à la rue de la Fontenelle par l’arrêté préfectoral du 2 avril 1868 : on a ainsi mis fin à une homonymie fâcheuse (due à l'annexion de la commune de Montmartre à Paris en 1860) entre cette « rue des Rosiers » de Montmartre  et la « rue des Rosiers » du 4e arrondissement de Paris.
Cette « rue de la Fontenelle » fut renommée « rue de La Barre » par l'arrêté du 10 novembre 1885, appellation rectifiée en « rue du Chevalier-de-La-Barre » par l'arrêté du 24 juin 1907. 
La rue de la Fontenelle devait son nom à une source naturelle appelée la « Fontenelle », tarie vers le milieu du XVIIIe siècle.
Durant la Commune de Paris, des exécutions ont eu lieu dans la portion de la voie que l'on appelait encore « rue des Rosiers ». Un photomontage d'époque d'Eugène Appert issu de la série les Crimes de la Commune représente notamment la fusillade des généraux Claude Lecomte et Clément-Thomas, qui étaient du côté des Versaillais, le 18 mars 1871, à la hauteur du no 36. Cette version officielle est contestée par divers historiens, dont William Serman, Philippe-Auguste Cattelain (directeur de la Sûreté sous la Commune) et Prosper-Olivier Lissagaray, pour qui ils ont été tués par la foule.
Peu après, le 28 mai 1871, c’est le communard Eugène Varlin qui est fusillé au même endroit.
Dans la nuit du 21 au 22 avril 1944, pendant la Seconde Guerre mondiale, sous l'occupation allemande, les Alliés bombardent la gare de la Chapelle. Des bombes tombent aux alentours de la basilique du Sacré-Cœur et l'une d'elles occasionne des dégâts dans la rue à la hauteur des rues Lamarck et Paul-Albert. Un témoin raconte : « Je débouche sur la rue du Chevalier-de-la-Barre. La rue est ouverte jusqu'aux égouts où s'engouffre un torrent venu de la rue Lamarck. Un immeuble appartenant aux parents d'un de mes amis est rasé et un autre détruit partiellement ».

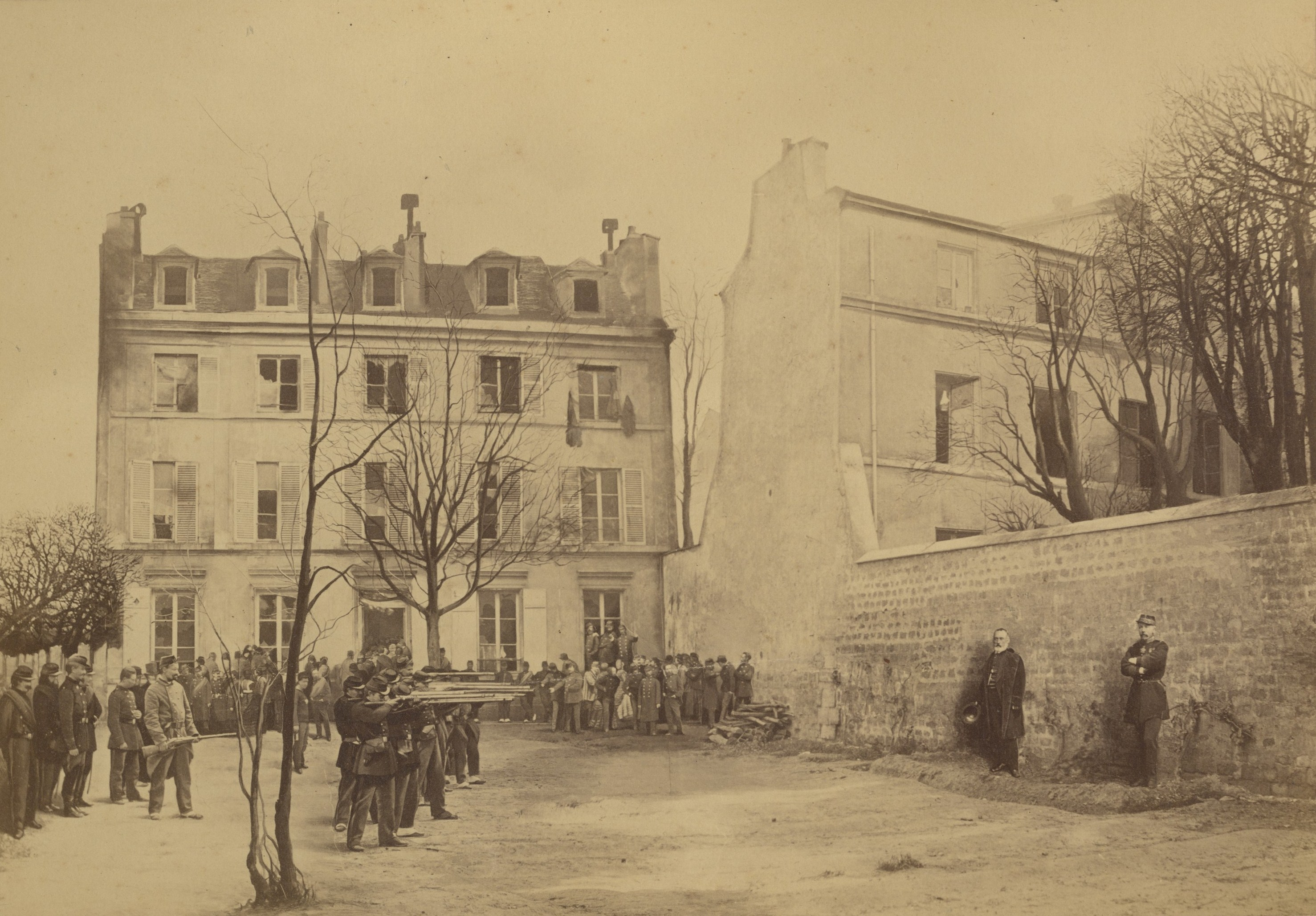
Exécution des généraux Jacques Léonard Clément-Thomas et Claude Lecomte en 1871 (photomontage d'Ernest-Charles Appert, issu de la série les Crimes de la Commune).
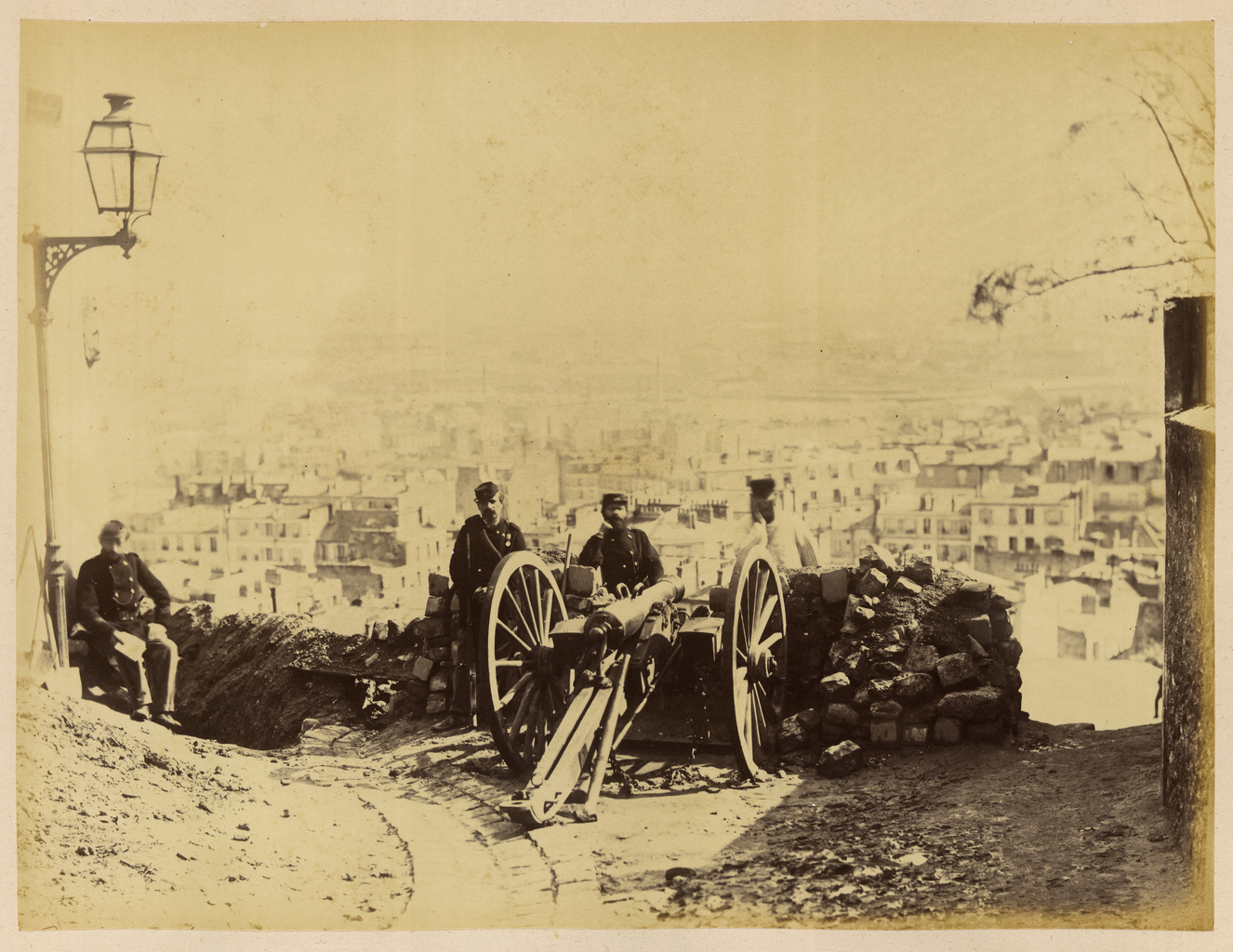
Barricade défendue par un canon en 1871, à l'angle de l'ancienne rue des Rosiers (aujourd'hui rue du Chevalier-de-la-Barre) et de la rue de la Bonne[13].

## Bâtiments remarquables et lieux de mémoire
De nombreux artistes y habitèrent, comme le peintre catalan Pere Créixams et l'écrivain Georges Courteline.
- Tous les étés, la famille de Georges Courteline s'installait dans une villa de la rue de la Fontenelle, devenue depuis rue du Chevalier-de-la-Barre ;
- No 15 : François, le protagoniste du film Combien tu m'aimes ?, de Bertrand Blier (2005), y habite ;
- No 34 : carmel de Montmartre ;
- No 36 : les généraux versaillais Claude Lecomte et Jacques Léonard Clément-Thomas, y sont fusillés en 1871 ;
- No 40 : cité du Sacré-Cœur. Un chemin d'étoiles y est placé dans le sol, reproduisant les constellations. Constitué de petites lampes, il s'allume au crépuscule ;
- No 61 : dans le film de 1965, Mata Hari, agent H 21, Claude Rich est arrêté sur une terrasse de café, aujourd'hui Au Petit Creux ;
- Parc Marcel-Bleustein-Blanchet, ancien parc de la Turlure.

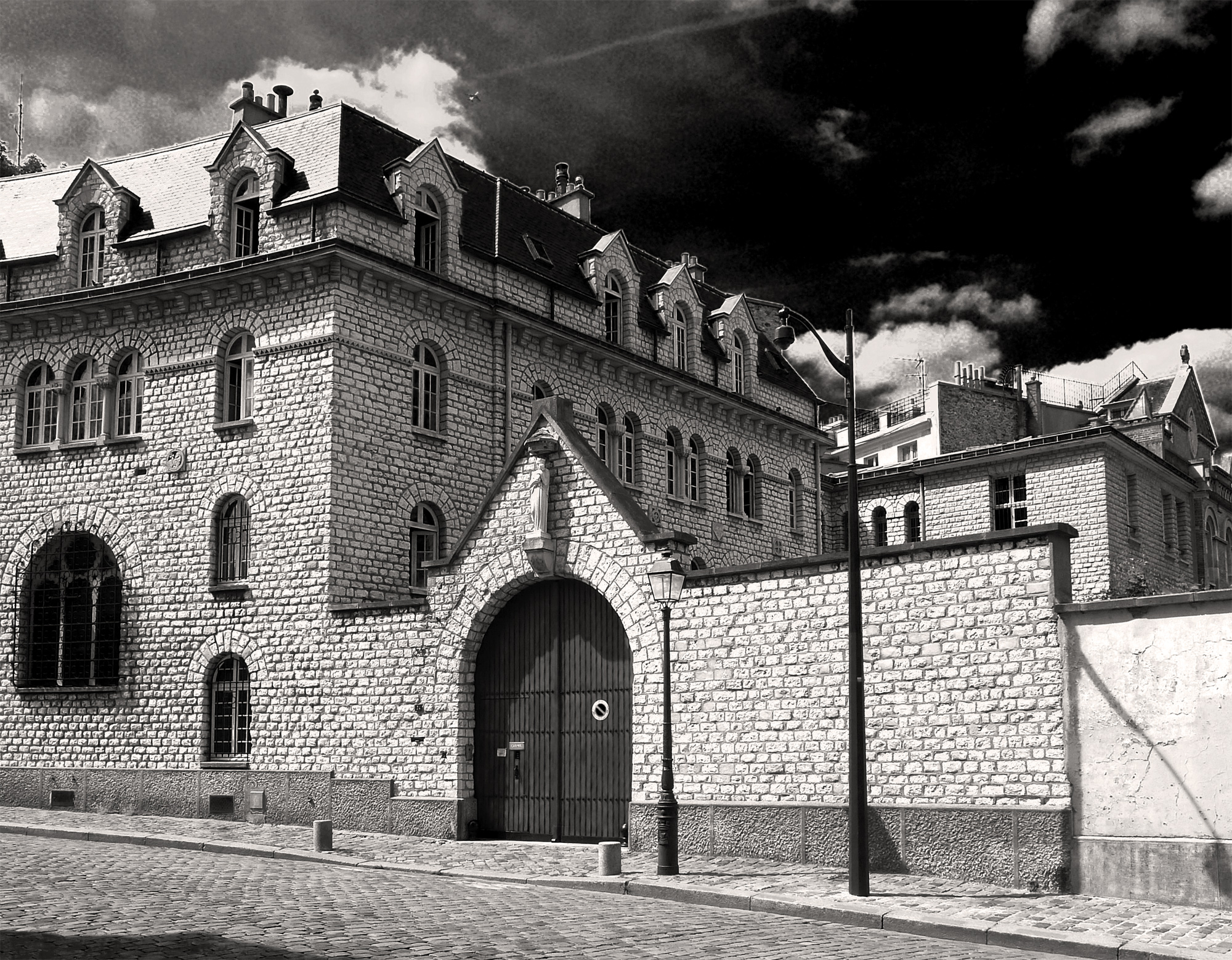
No 34 : entrée du carmel de Montmartre.
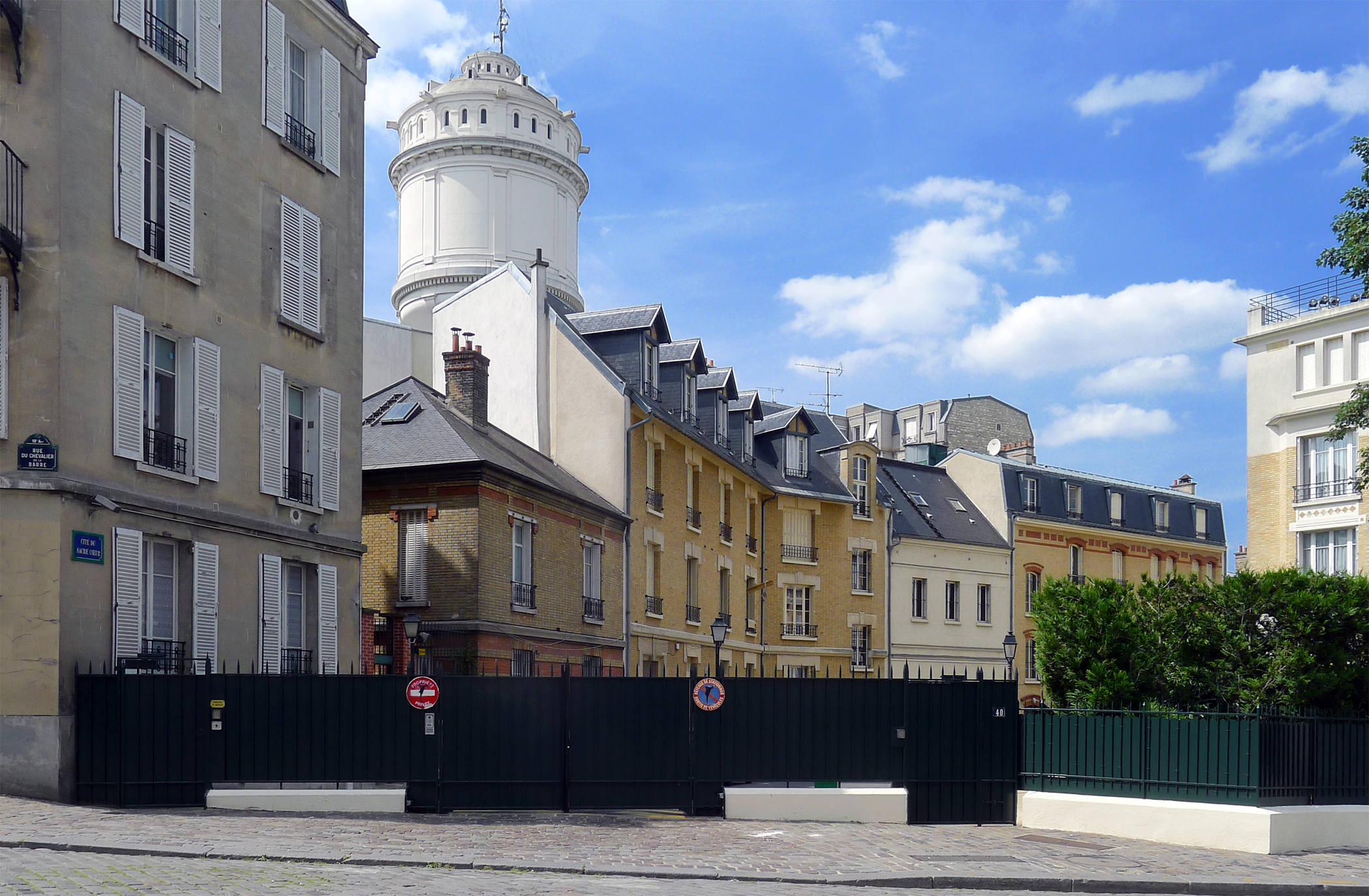
No 40 : entrée de la cité du Sacré-Cœur.